# 纳尔博利亚
纳尔博利亚（義大利語：Narbolia），是意大利奥里斯塔诺省的一个市镇。总面积40.49平方公里，人口1812人，人口密度44.8人/平方公里（2009年）。ISTAT代码为095031。